# 蘇格蘭皇家銀行
蘇格蘭皇家銀行集團股份有限公司（英語：The Royal Bank of Scotland Group PLC，LSE：RBS）屬於一間跨國銀行，總部位於蘇格蘭愛丁堡。以市場資金計，該行為蘇格蘭最大的銀行，在英國屬於第二大銀行（僅次於英國匯豐銀行），全歐洲第三大銀行，以及全球第五大銀行，亦是蘇格蘭其中一間發鈔銀行。除一般銀行理財服務之外，還設有保險、公司財務等業務。
截至2008年12月底，總資產高達35,009億美元、第一級資本1,018.18億美元。2008年虧損593億美元。

## 歷史

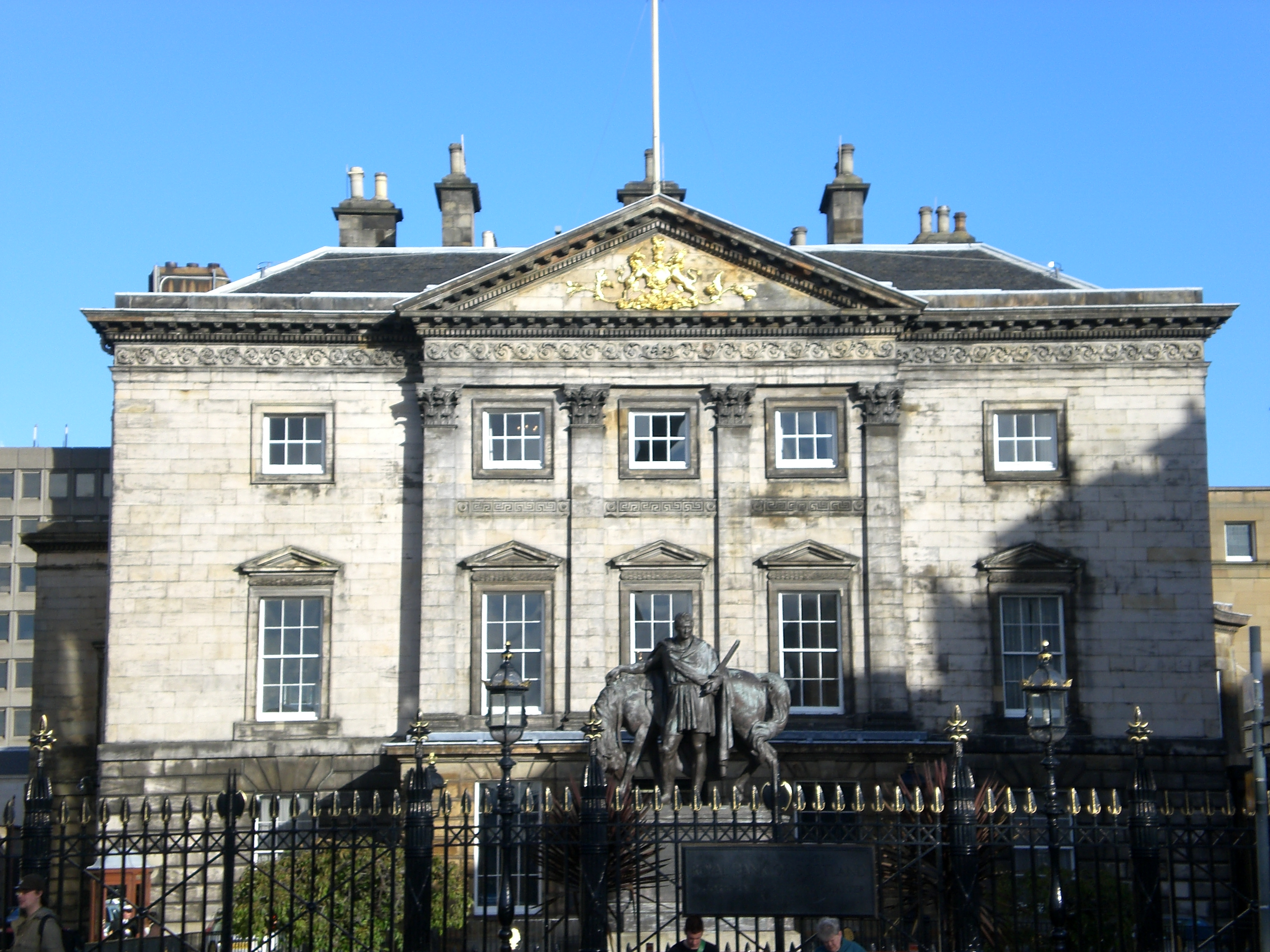
蘇格蘭皇家銀行總行

- 蘇格蘭皇家銀行在1727年成立，於1728年成為全世界第一間有透支服務的銀行。跟蘇格蘭銀行向來都是競爭對手，於1727-28年企圖收購蘇格蘭銀行，但最後失敗。
- 除了蘇格蘭發展之外，於19世紀後期隨著倫敦慢慢成為世界最大的金融中心，就開始向英格蘭地區擴張業務，1874年，該行在倫敦開設第一間分行。
- 英格蘭的銀行不願意被蘇格蘭的銀行跟自己爭生意，於是就設法去處理這個問題。後來這兩個地區簽了一份條約，表明英格蘭的銀行不會在蘇格蘭開設分行，而蘇格蘭的銀行只可以在倫敦開設分行。這項條約一直有效到1960年代，不過中間都有跨境收購事件。
- 1960年，蘇格蘭皇家銀行在美國紐約開設英國以外的第一間分行；現時蘇格蘭皇家銀行的分行已經遍佈多個國家。
- 1981年，香港上海匯豐銀行以及渣打銀行曾競逐收購蘇格蘭皇家銀行，但是在英國壟斷及合併委員會的否決下失敗。
- 1999年，收購國民西敏寺銀行。
- 2005年8月蘇格蘭皇家銀行聯同李嘉誠基金、美林證券及其他基金投資者組成RBS China，以約30.48億美元購入209.4億股中行全球發售前股份（RBS佔RBS China約51.6%股權），即每股購入價約1.135元
- 2007年10月12日以富通銀行、蘇格蘭皇家銀行和桑坦德銀行組成的財團，以710億歐元（1,010億美元）的天價，成功併購荷蘭銀行。蘇格蘭皇家銀行獲得荷蘭銀行的歐洲北美業務、企業銀行業務和亞洲業務。
- 2008年4月22日蘇格蘭皇家銀行向股民提供每18股增發11新股，每股200便士配股集資120億英鎊（合237億美元，約1863億港元）的供股計劃。英國政府收購了蘇格蘭皇家銀行57%的股份，在此以前，英國的巴克萊銀行亦考慮對蘇格蘭皇家銀行做出全面收購，消息震驚整個英國政壇[1]。

- 2009年1月13日，蘇格蘭皇家銀行以每股1.68至1.71港元，出售持有108.09億股H股，占中國銀行總股本的4.26%，套現23.7億美元，折合約185億港元。2月27日英國政府同意為蘇格蘭皇家銀行擔保3,000億英鎊（4,259.6億美元）的資產。並再次注資255億英鎊（合365億美元）。至此英國政府擁有該銀行95%的股權，但財政部表示其投票權比例不會超過75%。根據與英國政府的協議，蘇格蘭皇家銀行將支付65億英鎊的費用參加擔保計劃。如果蘇格蘭皇家銀行3,000億英鎊的資產組合出現損失，銀行將首先承擔200億英鎊的損失，然後政府提供擔保，但銀行仍要承擔10%的損失。蘇格蘭皇家銀行將支付擔保費用，並向政府發行所謂的B類特別股份，籌集130億英鎊的新資本。這筆交易允許銀行通過發行更多此類股份再籌集60億英鎊。這些股份可以轉換為普通股。8月4日，澳新銀行（ANZ Bank）同意以5.5億美元代價，收購蘇格蘭皇家銀行（RBS）在亞洲的部分資產。ANZ收購的項目，包括RBS在台灣、新加坡、印尼及香港的零售銀行、個人理財及商業金融業務，以及台灣、菲律賓及越南的企業銀行業務，涉及54家分行、32億美元貸款及71億美元存款，以及200萬名富裕客戶。11月2日，英國財政部將向蘇格蘭皇家銀行集團注資255億英鎊，持股比例上升至84％。
- 2010年2月17日，摩根大通同意以17億美元代價，收購蘇格蘭皇家銀行（RBS）旗下能源交易商RBS Sempra，但交易不涉及RBS Sempra的北美業務。8月3日西班牙桑坦德銀行其英國子公司（Santander UK）同意以16.5億英鎊代價，其中包括3.5億英鎊的商譽金，收購蘇格蘭皇家銀行（RBS）在英格蘭、威爾士及NatWest銀行蘇格蘭分行的部分業務，本次收購包括蘇格蘭皇家銀行在英格蘭和威爾士的311家分行、NatWest的7家分行以及40個中小企業銀行中心、400多名客戶關係經理、4個企業銀行中心和3個私人銀行中心。180萬零售客戶、約24.4萬中小企業客戶以及1200個中期公司客戶，成為在英國分支機構網絡第四大的銀行，中小型企業市場中的份額也將從3%上升至8%。
- 2012年1月16日，蘇格蘭皇家銀行以73亿美元，出售航空租赁业务，買家為日本三井住友金融集团，該公司RBS Aviation Capital，屬於全球第4大航空租赁公司[2]。
- 2012年4月2日蘇格蘭皇家銀行（RBS）以一點七四億億英鎊出售旗下亞洲大部分股票及投資銀行業務予馬來西亞金融集團聯昌國際CIMB，這項交易將使聯昌國際投資銀行成爲亞太地區（日本除外）最大的投資銀行業務運營商。
- 2014年9月24日蘇格蘭皇家銀行（RBS）分拆旗下美國Citizens Financial Group(代號CFG)在紐約上市，計劃出售1.4億股或25%股權，每股作價21.5美元，集資30億美元，伸算上市後市值為140億美元，是美國第11大上市銀行。
- 2016年4月，蘇格蘭皇家銀行以61億元新台幣出售其位於馬來西亞子行給台灣的金融控股公司中信金(2891-TW)[3]。
- 2016年8月，台灣中信金宣布放棄收購蘇格蘭皇家銀行馬來西亞子行一案[4]
- 2016年9月，苏格兰皇家银行（中国）有限公司解散[5]。
- 2018年5月17日沙特英國銀行以每0.485股換一股沙特荷蘭銀行相當於，每股16.3里雅，斥資186億里雅(約49.6億美元)收購蘇格蘭皇家銀行持股40%的沙特荷蘭銀行，二間公司合併后將成為沙地阿拉伯第三大銀行，總資產達780億美元

## 香港分行
ANZ於2010年3月20日完成收購蘇格蘭皇家銀行在香港的零售、財富管理及商業業務;則不包含蘇格蘭皇家銀行集團在港的證券業務。
該行在香港有分行，以往該分行位於銅鑼灣時代廣場的其中一座寫字樓（另一座則為蜆殼大廈），而且因為所租用的範圍頗大，所以該寫字樓曾經名為「蘇格蘭皇家銀行大廈」（RBS Tower，「RBS」解作Royal Bank of Scotland）。但後來因為業主九龍倉置業大幅加租，所以在2006年遷往中環友邦金融中心。

## 外部連結
- 蘇格蘭皇家銀行集團（页面存档备份，存于）
- 蘇格蘭皇家銀行 （页面存档备份，存于）
- 顧資銀行 （页面存档备份，存于）